# Yu Hasegawa
Yu Hasegawa (Yamanashi, 5 juli 1987) is een Japans voetballer.

## Clubcarrière
Hasegawa speelde tussen 2006 en 2011 voor Kashiwa Reysol, FC Gifu, Avispa Fukuoka en Montedio Yamagata. Hij tekende in 2012 bij Omiya Ardija.